# مجلس شيوخ داكوتا الجنوبية
مجلس شيوخ داكوتا الجنوبية (بالإنجليزية: South Dakota Senate)‏ هو مجلس شيوخ ولاية داكوتا الجنوبية الأمريكية، يقع المقر الرئيسي له في South Dakota State Capitol ‏، وهو المجلس الأعلى في هيئة داكوتا الجنوبية التشريعية.

## طالع أيضًا
- هيئة داكوتا الجنوبية التشريعية